# Ли Саньцай
Ли Саньца́й (кит. 李三才, пиньинь Lǐ Sāncái, ? — 1624) — китайский политик, государственный служащий времен империи Мин.

## Биография
Родился в уезде Линьтун провинции Шэньси; его семья происходила из Тунчжоу Шуньтяньской управы провинции Бэйчжили. О дате его рождения нет точных сведений. Происходил из семьи военных. Получил хорошее образование. В 1574 году с успехом сдал императорский экзамен и получил высшую ученую должность цзиньши. После этого получил должность правительственного чиновника в столице. Впоследствии вступил в конфликт с влиятельным евнухом Чэнь Цзеном, защищая своего друга. Вследствие этого был отправлен в провинции: некоторое время служил в Шаньдуне.
В 1599 году получил назначение на пост императорского уполномоченного в Фэнъянской управе (современный городской округ Чучжоу провинции Аньхой). Во время своей каденции вел борьбу с коррупцией, много сделал для улучшения экономического состояния подвластной территории. В то же время много раз направлял императору Ваньли доклады о проведении нового курса, начале реформ. Постепенно собрал вокруг себя реформаторов, которые получили название "партия Хуайфу". Ли Саньцай установил хорошие отношения с Гу Сяньчэном, главой Дунлинь. Постепенно дунлиньцы стали требовать от императора назначить Ли Саньцая Императорского секретариата (Нейге). Их поддержали цензоры-инспекторы.
Наконец в 1612 году Ли Саньцая назначают главой Ведомства налогов, вроде главы правительства. Кроме борьбы с коррупцией в государстве в целом Ли Саньцай пытался провести реформы для оздоровления экономики, готовил империю для борьбы с маньчжурами. После смерти в 1612 году Гу Сяньчена фактически возглавил партию Дунлинь. В это же время вступил в конфликт с влиятельными евнухами и императорской родней, которые не желали проведения реформ. В результате длительного противостояния Ли Саньцай в 1616 году подал в отставку.
Некоторое время он жил в своем имении возле Тунчжоу. здесь он занимался литературной деятельностью, писал стихи. В то же время объединял сторонников реформ. В 1620 году после смерти императора Ваньли и вступление на трон Гуан-цзуна он имел надежду вернуться к политике, но смерть последнего помешала этому. После прихода к власти Си-цзуна в 1621 году Ли Саньцай направил новый доклад о реформе, которая не была принята. Наоборот влиятельный евнух Ваей Чжунсянь разгромил Дунлинь, а Ли Саньцая, лишенного ученого звания, перевели в простолюдины.
Впрочем захвата маньчжурами в 1621 году Ляона заставила императорское окружение снова обратиться к Ли Саньцаю. Ему вернули ученное звание и социальный статус. В то же время назначили Председателем налогов в Нанкине. На пути к новому месту службы Ли Саньцай умер в 1624 году.